# Нова Када
Нова Када — село в Куйтунському районі Іркутської області Росії. Входить до Усть-Кадинської муніципальної освіти.

## Географія
Знаходиться на правому березі річки Оки, за 2,5 км на північний захід від центру сільського поселення, села Усть-Када, за 56 км на північний схід від районного центру, смт Куйтун.

## Населення
За даними Всеросійського перепису, в 2010 році в селі проживало 218 осіб (112 чоловіків та 106 жінок)  .

## Відомі уродженці
- Петрук Віра Андріївна — українська науковиця, доктор педагогічних наук (2008), академік Академії наук прикладної радіоелектроніки, професорка кафедри вищої математики Вінницького національного технічного університету (2007), відмінник освіти України (2015), Заслужений працівник освіти України (2021).